# Gimo damm
Gimo damm (Gimodammen) är en sjö i Östhammars kommun i Uppland och ingår i Olandsåns huvudavrinningsområde. Sjön är 2,9 meter djup, har en yta på 3,17 kvadratkilometer och befinner sig 17 meter över havet. Vid provfiske har bland annat abborre, braxen, gers och mört fångats i sjön.
Gimo damm är anlagd som bruksdamm för Gimo bruk intill samhället Gimo. En timmerränna ledde tidigare mellan Österby stordamm och Gimodamm för transport av timmer mellan bruken. Dammen är konstruerad genom att dammbröst av sten och masugnslagg i sektioner byggts upp mot söder och öster om en tidigare myr. Den tappas genom Hammarslutan till Lilldammen, där tidigare två masugnar låg. En säkerhetstappningskanal för Gimodammen ligger vid Norrslutan där överflödsvatten under vårfloden avtappas.
Här ligger Gimo friluftsbad som sköts av Östhammars kommun.

## Delavrinningsområde
Gimo damm ingår i delavrinningsområde (667816-162952) som SMHI kallar för Utloppet av Gimodamm. Medelhöjden är 23 meter över havet och ytan är 17,45 kvadratkilometer. Det finns ett avrinningsområde uppströms, och räknas det in blir den ackumulerade arean 70,75 kvadratkilometer. Vattendraget som avvattnar avrinningsområdet har biflödesordning 2, vilket innebär att vattnet flödar genom totalt 2 vattendrag innan det når havet efter 23 kilometer. Avrinningsområdet består mestadels av skog (67 procent). Avrinningsområdet har 3,99 kvadratkilometer vattenytor vilket ger det en sjöprocent på 22,9 procent. Bebyggelsen i området täcker en yta av 0,09 kvadratkilometer eller 1 procent av avrinningsområdet.

## Fisk
Vid provfiske har följande fisk fångats i sjön:
- Abborre
- Braxen
- Gärs
- Mört
- Ruda
- Sarv
- Sutare
- Gädda